# KBruch
KBruch — програма, що генерує невеликі завдання на обчислення дробів. Входить до пакету освітніх програм KDE Edutainment Project. Розповсюджується згідно з GNU General Public License.
Користувачеві програми KBruch пропонується ввести значення чисельника і знаменника, з наступною перевіркою результату.
Програма має два інтерфейси: графічний та текстовий.